# Fontina
El fontina és un formatge de pasta premsada semicuita fet amb llet de vaca, i amb gust dolç i delicat. Està protegit per una DOP des de l'any 1996.
El fontina DOP només es pot produir a la vall d'Aosta, als Alps italians, a prop del Mont Blanc i de la frontera francesa, amb les races valldostana peu vermell, valldostana peu negre i valldostana castana. Tot i que s'elabora durant tot l'any, el millor formatge és el que s'obté durant l'estiu quan les vaques es traslladen a una altitud d'entre 1.800 i 2.300 metres i s'alimenten només de pastures riques en essències aromàtiques que li donen a la llet una aroma característica. En aquestes condicions s'anomena fontina d'alpeggio.
La fonduta, versió piemontesa de la fondue, es fa amb fontina, mantega, ous i bolets silvestres.

## Característiques
Els primers mesos, és flexible i suau, amb una aroma delicada i mantegosa. Té el color de la palla clara i petits forats de distribució força regular. En aquest punt és molt útil a la cuina pel fet que es fon molt bé a uns 60 °C. A mesura que va envellint, sobretot si és d'alpeggio, va agafant un color i gust més intens, més afruitat i delicat, amb matisos de fruits secs.

## Elaboració
S'elabora amb llet sencera i crua de vaca d'una sola munyida dues vegades per dia. Sense que la llet es refredi, a 36 °C, s'hi tira el quall animal i el ferment. Un cop la llet ha quallat, s'hi passa la lira, i s'escalfa fins a 48 °C mentre es fa girar la pasta per aconseguir que els grans de la quallada siguin de la mida d'un gra d'arròs i amb el mínim de xerigot possible. Fins que l'escorça no es desenvolupa, es va rentant periòdicament amb aigua i sal. El temps de maduració mínim abans la venda és de tres mesos i es realitza en caves amb unes condicions constants durant tot l'any, amb una temperatura de 10 °C i una humitat superior al 90%. La majoria són reutilitzacions d'excavacions a la pedra de la muntanya per guardar l'arsenal militar durant la Segona Guerra Mundial o bé d'antigues mines.
Cada formatge porta gravat el número del productor i el de la cooperativa en l'escorça. El consell regulador hi afegeix un segell amb el nom i el relleu d'una muntanya alpina. La disciplina d'aquesta DOP és una de les més restrictives dels formatges italians.

## Història
Un registre de l'hospici del Gran San Bernardo de 1717 és el primer document oficial que reporta el nom de fontina. L'any 1957 es va fundar la Cooperativa produttori Latte e Fontina, amb l'objectiu de recollir, afinar i comercialitzar la fontina DOP. Els membres fundadors varen ser llavors 46, mentre que el 2013 s'eleven al voltant de 300. El 1958 s'hi varen afinar 40.000 peces, mentre que avui dia la xifra arriba a 350.000.

## Etimologia
Hi ha diverses versions sobre l'origen del nom. Alguns el lliguen al nom de l'alpeggio Fontin, de la comuna de Quart, altres consideren que prové de Fontinaz, localitat de Saint-Marcel, i una tercera possibilitat és que simplement fos el nom d'una família de formatgers.